# Astomaspis sulcator
Astomaspis sulcator är en stekelart som först beskrevs av André Seyrig 1952.  Astomaspis sulcator ingår i släktet Astomaspis och familjen brokparasitsteklar. Inga underarter finns listade.